# Liste der Bodendenkmäler in Betzenstein
Auf dieser Seite sind die Bodendenkmäler in der oberfränkischen Stadt Betzenstein zusammengestellt. Diese Tabelle ist eine Teilliste der Liste der Bodendenkmäler in Bayern. Grundlage ist die Bayerische Denkmalliste, die auf Basis des Bayerischen Denkmalschutzgesetzes vom 1. Oktober 1973 erstmals erstellt wurde und seither durch das Bayerische Landesamt für Denkmalpflege geführt wird. Die folgenden Angaben ersetzen nicht die rechtsverbindliche Auskunft der Denkmalschutzbehörde.

## Bodendenkmäler der Gemeinde Betzenstein

### Gemarkung Betzenstein
| Lage                   | Objekt | Akten-Nr.     | Bild |
| ---------------------- | --- | ------------- | ---- |
| Betzenstein (Standort) | Mittelalterlicher Burgstall. | D-4-6334-0022 |      |
| Betzenstein (Standort) | Mittelalterlicher oder frühneuzeitlicher Verhüttungsplatz.                                                                                               | D-4-6334-0041 |      |
| Betzenstein (Standort) | Vorgängerbau sowie Befunde des Mittelalters und der frühen Neuzeit im Bereich der Evangelisch-Lutherischen Pfarrkirche St. Mariä Geburt von Betzenstein. | D-4-6334-0060 |      |
| Betzenstein (Standort) | Befunde des Mittelalters und der frühen Neuzeit im Bereich der Burgruine Betzenstein.                                                                    | D-4-6334-0061 |      |
| Betzenstein (Standort) | Mittelalterliche und frühneuzeitliche Stadtbefestigung von Betzenstein.                                                                                  | D-4-6334-0062 |      |
| Betzenstein (Standort) | Befunde des Mittelalters und der frühen Neuzeit im Bereich der Stadt Betzenstein.                                                                        | D-4-6334-0063 |      |

### Gemarkung Leupoldstein
| Lage                    | Objekt                                                 | Akten-Nr.     | Bild |
| ----------------------- | ------------------------------------------------------ | ------------- | ---- |
| Leupoldstein (Standort) | Mittelalterlicher Burgstall.                           | D-4-6334-0015 |      |
| Leupoldstein (Standort) | Höhle mit Funden der Hallstattzeit und der Latènezeit. | D-4-6334-0058 |      |
| Leupoldstein (Standort) | Neolithische Siedlung.                                 | D-4-6334-0065 |      |

### Gemarkung Obertrubach
| Lage                   | Objekt                                                                                     | Akten-Nr.     | Bild |
| ---------------------- | ------------------------------------------------------------------------------------------ | ------------- | ---- |
| Obertrubach (Standort) | Streckenabschnitt der mittelalterlichen bis frühneuzeitlichen Altstraße Sächsische Straße. | D-4-6334-0044 |      |

### Gemarkung Ottenberg
| Lage                 | Objekt | Akten-Nr.     | Bild |
| -------------------- | --- | ------------- | ---- |
| Ottenberg (Standort) | Grabhügel der Hallstattzeit.                                                                                             | D-4-6234-0057 |      |
| Ottenberg (Standort) | Höhle mit Funden des Mesolithikums, des Neolithikums, der späten Hallstattzeit, der Frühlatènezeit und des Mittelalters. | D-4-6334-0016 |      |
| Ottenberg (Standort) | Grabhügel vorgeschichtlicher Zeitstellung.                                                                               | D-4-6334-0018 |      |
| Ottenberg (Standort) | Grabhügel vorgeschichtlicher Zeitstellung.                                                                               | D-4-6334-0019 |      |
| Ottenberg (Standort) | Grabhügel vorgeschichtlicher Zeitstellung.                                                                               | D-4-6334-0020 |      |
| Ottenberg (Standort) | Höhle mit vorgeschichtlichen und mittelalterlichen Funden.                                                               | D-4-6334-0037 |      |

### Gemarkung Spies
| Lage             | Objekt | Akten-Nr.     | Bild |
| ---------------- | --- | ------------- | ---- |
| Spies (Standort) | Burgstall des Mittelalters. | D-4-6334-0005 |      |
| Spies (Standort) | Mittelalterlicher Burgstall. | D-4-6334-0006 |      |
| Spies (Standort) | Höhle mit hallstattzeitlichen und mittelalterlichen Funden.                                                                     | D-4-6334-0007 |      |
| Spies (Standort) | Mittelalterlicher Burgstall. | D-4-6334-0009 |      |
| Spies (Standort) | Mittelalterlicher Burgstall sowie Höhle mit Funden vorgeschichtlicher und mittelalterlicher Zeitstellung.                       | D-4-6334-0068 |      |
| Spies (Standort) | Befunde des Mittelalters und der frühen Neuzeit im Bereich der Evangelisch-Lutherischen Filialkirche St. Georg von Riegelstein. | D-4-6334-0070 |      |

### Gemarkung Stierberg
| Lage                 | Objekt                                                                              | Akten-Nr.     | Bild |
| -------------------- | ----------------------------------------------------------------------------------- | ------------- | ---- |
| Stierberg (Standort) | Grabhügel vorgeschichtlicher Zeitstellung                                           | D-4-6334-0010 |      |
| Stierberg (Standort) | Grabhügel vorgeschichtlicher Zeitstellung.                                          | D-4-6334-0011 |      |
| Stierberg (Standort) | Höhle mit frühlatènezeitlichen Funden.                                              | D-4-6334-0012 |      |
| Stierberg (Standort) | Grabhügel vorgeschichtlicher Zeitstellung.                                          | D-4-6334-0014 |      |
| Stierberg (Standort) | Bestattungsplatz mit verebneten Grabhügeln vorgeschichtlicher Zeitstellung.         | D-4-6334-0030 |      |
| Stierberg (Standort) | Mittelalterlicher Burgstall.                                                        | D-4-6334-0033 |      |
| Stierberg (Standort) | Bestattungsplatz mit Grabhügel vorgeschichtlicher Zeitstellung.                     | D-4-6334-0034 |      |
| Stierberg (Standort) | Erzabbau des Mittelalters und der frühen Neuzeit.                                   | D-4-6334-0039 |      |
| Stierberg (Standort) | Mittelalterlicher und frühneuzeitlicher Verhüttungsplatz.                           | D-4-6334-0040 |      |
| Stierberg (Standort) | Wüstung des frühen Mittelalters.                                                    | D-4-6334-0046 |      |
| Stierberg (Standort) | Befestigte Höhensiedlung vermutlich der frühen Latènezeit.                          | D-4-6334-0074 |      |
| Stierberg (Standort) | Befunde des Mittelalters und der frühen Neuzeit im Bereich der Burgruine Stierberg. | D-4-6334-0075 |      |

### Gemarkung Weidensees
| Lage                  | Objekt | Akten-Nr.     | Bild |
| --------------------- | --- | ------------- | ---- |
| Weidensees (Standort) | Grabhügel vorgeschichtlicher Zeitstellung.                                                                                             | D-4-6234-0058 |      |
| Weidensees (Standort) | Grabhügel vorgeschichtlicher Zeitstellung.                                                                                             | D-4-6234-0059 |      |
| Weidensees (Standort) | Grabhügel vorgeschichtlicher Zeitstellung.                                                                                             | D-4-6234-0060 |      |
| Weidensees (Standort) | Grabhügel vorgeschichtlicher Zeitstellung.                                                                                             | D-4-6234-0061 |      |
| Weidensees (Standort) | Grabhügel vorgeschichtlicher Zeitstellung.                                                                                             | D-4-6234-0062 |      |
| Weidensees (Standort) | Grabhügel vorgeschichtlicher Zeitstellung.                                                                                             | D-4-6234-0063 |      |
| Weidensees (Standort) | Grabhügel vorgeschichtlicher Zeitstellung.                                                                                             | D-4-6234-0064 |      |
| Weidensees (Standort) | Wüstung des späten Mittelalters und der frühen Neuzeit.                                                                                | D-4-6234-0158 |      |
| Weidensees (Standort) | Befunde des Mittelalters und der frühen Neuzeit im Bereich der Evangelisch-LutherischenPfarrkirche St. Laurentius und Martin von Hüll. | D-4-6234-0199 |      |
| Weidensees (Standort) | Streckenabschnitt der mittelalterlichen bis frühneuzeitlichen Altstraße Sächsische Straße.                                             | D-4-6234-0253 |      |
| Weidensees (Standort) | Streckenabschnitt der mittelalterlichen bis frühneuzeitlichen Altstraße Sächsische Straße.                                             | D-4-6234-0254 |      |